# Charles Chatel
Pour les articles homonymes, voir Chatel.
 (septembre 2024).
La mise en forme du texte ne suit pas les recommandations de Wikipédia : il faut le « wikifier ».
Les points d'amélioration suivants sont les cas les plus fréquents. Le détail des points à revoir est peut-être précisé sur la page de discussion.
- Les titres sont pré-formatés par le logiciel. Ils ne sont ni en capitales, ni en gras.
- Le texte ne doit pas être écrit en capitales (les noms de famille non plus), ni en gras, ni en italique, ni en « petit »…
- Le gras n'est utilisé que pour surligner le titre de l'article dans l'introduction, une seule fois.
- L'italique est rarement utilisé : mots en langue étrangère, titres d'œuvres, noms de bateaux, etc.
- Les citations ne sont pas en italique mais en corps de texte normal. Elles sont entourées par des guillemets français : « et ».
- Les listes à puces sont à éviter, des paragraphes rédigés étant largement préférés. Les tableaux sont à réserver à la présentation de données structurées (résultats, etc.).
- Les appels de note de bas de page (petits chiffres en exposant, introduits par l'outil «  Source ») sont à placer entre la fin de phrase et le point final[comme ça].
- Les liens internes (vers d'autres articles de Wikipédia) sont à choisir avec parcimonie. Créez des liens vers des articles approfondissant le sujet. Les termes génériques sans rapport avec le sujet sont à éviter, ainsi que les répétitions de liens vers un même terme.
- Les liens externes sont à placer uniquement dans une section « Liens externes », à la fin de l'article. Ces liens sont à choisir avec parcimonie suivant les règles définies. Si un lien sert de source à l'article, son insertion dans le texte est à faire par les notes de bas de page.
- La présentation des références doit suivre les conventions bibliographiques. Il est recommandé d'utiliser les modèles {{Ouvrage}}, {{Chapitre}}, {{Article}}, {{Lien web}} et/ou {{Bibliographie}}. Le mode d'édition visuel peut mettre en forme automatiquement les références.
- Insérer une infobox (cadre d'informations à droite) n'est pas obligatoire pour parachever la mise en page.

Pour une aide détaillée, merci de consulter Aide:Wikification.
Si vous pensez que ces points ont été résolus, vous pouvez retirer ce bandeau et améliorer la mise en forme d'un autre article.
Charles Chatel (né à Paris le 8 octobre 1868 mort le 5 juin 1897) journaliste, d’abord possibiliste, collaborant au journal L'Égalité, il devient anarchiste en 1890.

## Le journaliste anarchiste
Journaliste, à l'automne 1890, il avait tenté, avec Paul Fischer, de lancer un nouvel organe bimensuel intitulé La Revue libertaire. En août 1891, il annonce la parution de L’Anarchie « s’il ne lui arrive pas d’accident d’argent » qui allait paraître comme quotidien puis hebdomadaires de septembre 1890 à août 1891 et dont il fut l’un des principaux rédacteurs
Il fut à partir du 19 novembre 1891 le gérant du journal L’En-dehors fondé par Zo d’Axa, ce qui lui entraîna une condamnation à une amende de 1 000 francs pour « outrages aux bonnes mœurs »Il fut remplacé à ce poste en janvier 1892 par Louis Matha.
Lors des rafles et des perquisitions de mars-avril 1892, il avait été arrêté et poursuivi pour avoir déclaré aux agents : « On ne discute pas avec des gens comme vous, on les supprime ! ", ce qui lui a valu d’être condamné à 15 jours de prison.
En 1893 il participa à la rédaction de La Revue anarchiste (Paris, 8 numéros du 15 août au 1er décembre 1893), revue à la fois artistique, politique et littéraire dont le gérant était Henri Guérin, puis à La Revue libertaire (5 numéros du 15 décembre 1893 au 20 février 1894).
Le 6 août 1894, arrêté depuis le 4 mars, il fut jugé lors du procès des trente aux côtés de Sébastien Faure, Jean Grave, Matha, Félix Fénéon et d'autres militants illégalistes, tous accusés d'« association de malfaiteurs ». Pendant son interrogatoire, il se proclama « anarchiste irréductiblement rebelle à toute entente, à toute association ». L'avocat général Bulot tenta de démontrer une collusion entre théoriciens et illégalistes, mais faute de preuves, il dut abandonner les charges contre certains et reconnaître des circonstances atténuantes pour d'autres.
À sa libération de la prison Mazas, il avait été accueilli chez Marie Huot qui, pendant sa détention, lui avait envoyé quelques aides financières.
En réalité, tous les accusés, y compris Chatel, furent acquittés, à l'exception de trois illégalistes : Ortoz (condamné à quinze ans de travaux forcés), Chericotti (huit ans de la même sentence) et Bertani.
À cette époque, son nom était inscrit sur une liste d'anarchistes dressée par la police ferroviaire pour une « surveillance spéciale aux frontières ».
Par la suite, Chatel contribua au bimensuel Le Courrier social illustré (Paris, 4 numéros du 1er novembre au 16 décembre 1894) créé par André Ibels, à L’Œuvre sociale (Marseille, 6 numéros de février à juin 1895) géré par Léon Parsons, et au quotidien La Renaissance (Paris, au moins 125 numéros du 24 décembre 1895 au 27 juillet 1896), sous-titré L’Homme libre sur la Terre libre, fondé et dirigé par Paul Martinet.(Paul Martine ?). La même année, il participe à la campagne abstentionniste durant les élections municipales de mai 1896.
Il meurt en juin 1897 de la phtisie dont il souffrait depuis de nombreuses années.